# Manley (Nebraska)
Manley és una població dels Estats Units a l'estat de Nebraska. Segons el cens del 2000 tenia 191 habitants.

## Demografia
Segons el cens del 2000, Manley tenia 191 habitants, 69 habitatges, i 52 famílies. La densitat de població era de 819,4 habitants per km².
Dels 69 habitatges en un 40,6% hi vivien nens de menys de 18 anys, en un 59,4% hi vivien parelles casades, en un 13% dones solteres, i en un 24,6% no eren unitats familiars. En el 18,8% dels habitatges hi vivien persones soles el 7,2% de les quals corresponia a persones de 65 anys o més que vivien soles. El nombre mitjà de persones vivint en cada habitatge era de 2,77 i el nombre mitjà de persones que vivien en cada família era de 3,17.
Per edats la població es repartia de la següent manera: un 33% tenia menys de 18 anys, un 4,7% entre 18 i 24, un 34,6% entre 25 i 44, un 18,3% de 45 a 60 i un 9,4% 65 anys o més.
L'edat mediana era de 34 anys. Per cada 100 dones de 18 o més anys hi havia 85,5 homes.
La renda mediana per habitatge era de 43.750 $ i la renda mediana per família de 52.500 $. Els homes tenien una renda mediana de 33.750 $ mentre que les dones 21.750 $. La renda per capita de la població era de 16.398 $. Aproximadament el 6,3% de les famílies i el 5,9% de la població estaven per davall del llindar de pobresa.

## Poblacions més properes
El següent diagrama mostra les poblacions més properes.